# Abbaye Saint-Lazare de Seedorf
L'abbaye Saint-Lazare de Seedorf est une abbaye bénédictine située sur le territoire actuel de la commune uranaise de Seedorf, en Suisse.

## Histoire
Le monastère de Seedorf est le plus ancien du canton d'Uri et aussi le seul dont les origines remontent au Moyen Âge. La date exacte de la fondation de la maison par les lazarites n'est pas connue, mais remonte probablement à la première moitié du XIIIe siècle.
Avec la fin des croisades et une diminution du nombre de lépreux, l'abbaye a progressivement perdu de son importance. En 1413, le monastère des hommes est fermé alors que le couvent devient uniquement féminin mais fut décimé par la peste entre 1518 et 1526. Avec l'avènement de la Contre-Réforme en 1559, les autorités cantonales demandes aux sœurs Bénédictines du monastère Notre-Dame de l’Assomption de Claro, dans le canton du Tessin de reprendre le couvent qui accueille bientôt les filles de notables locaux. Après avoir accueilli brièvement l'état-major français en 1799, sous la République helvétique, l'abbaye s'agrandit en 1853 d'une école de jeunes filles, à laquelle succède une école ménagère en 1947.
L'abbaye est inscrite comme bien culturel d'importance nationale. Les quelque dix-sept sœurs qui l'occupent gagnent leur vie grâce à l'artisanat, l'agriculture et par l'accueil d'invités.

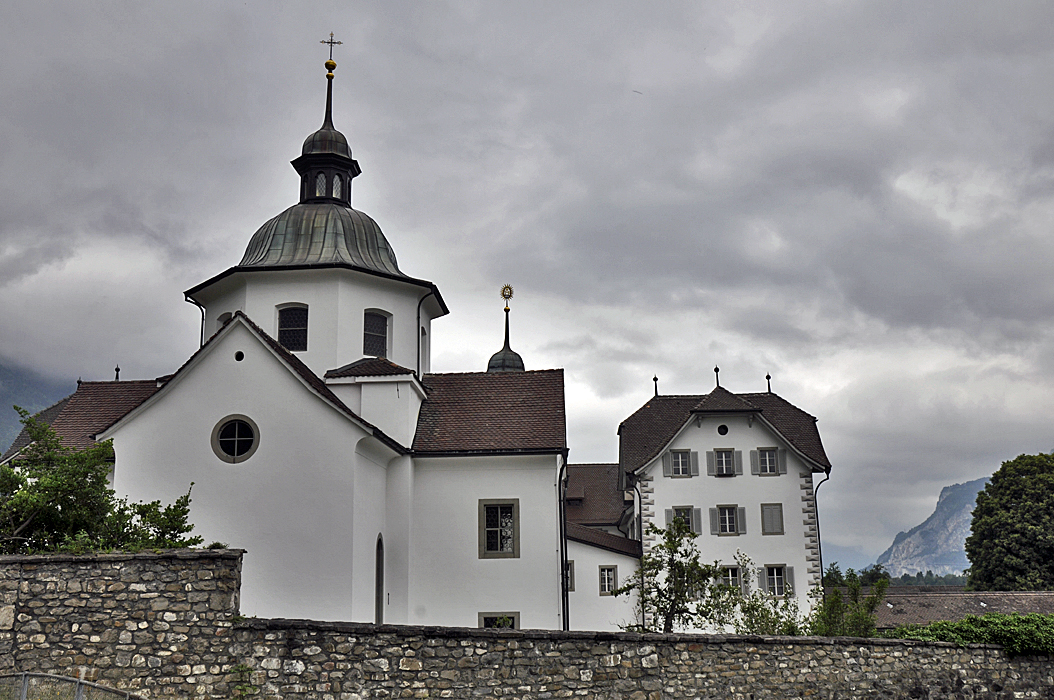
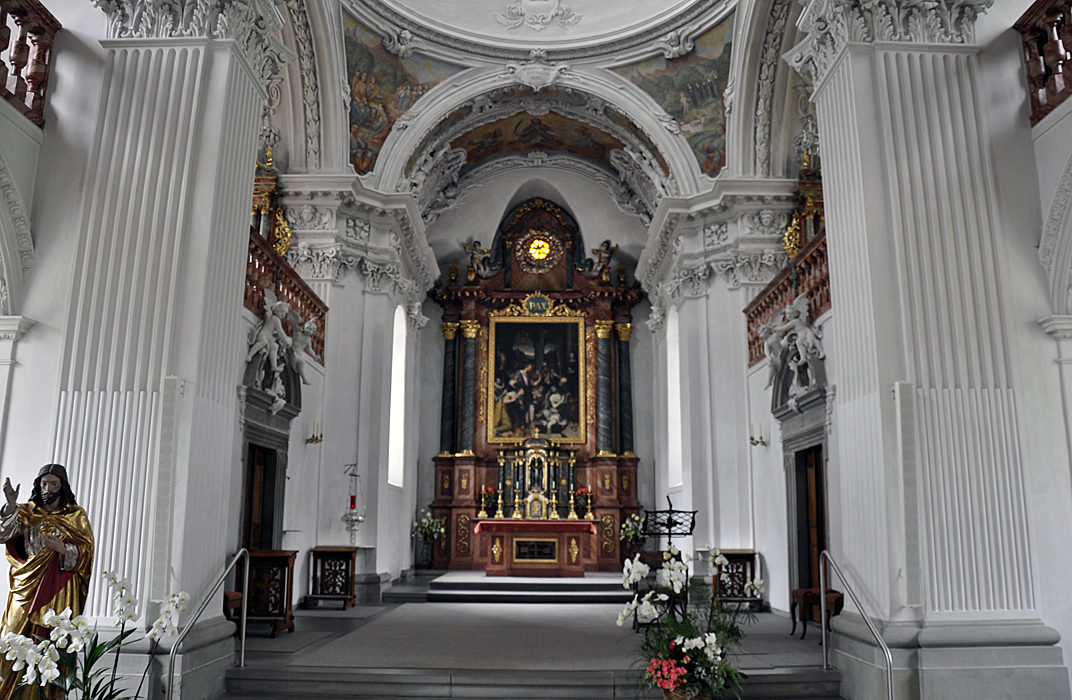
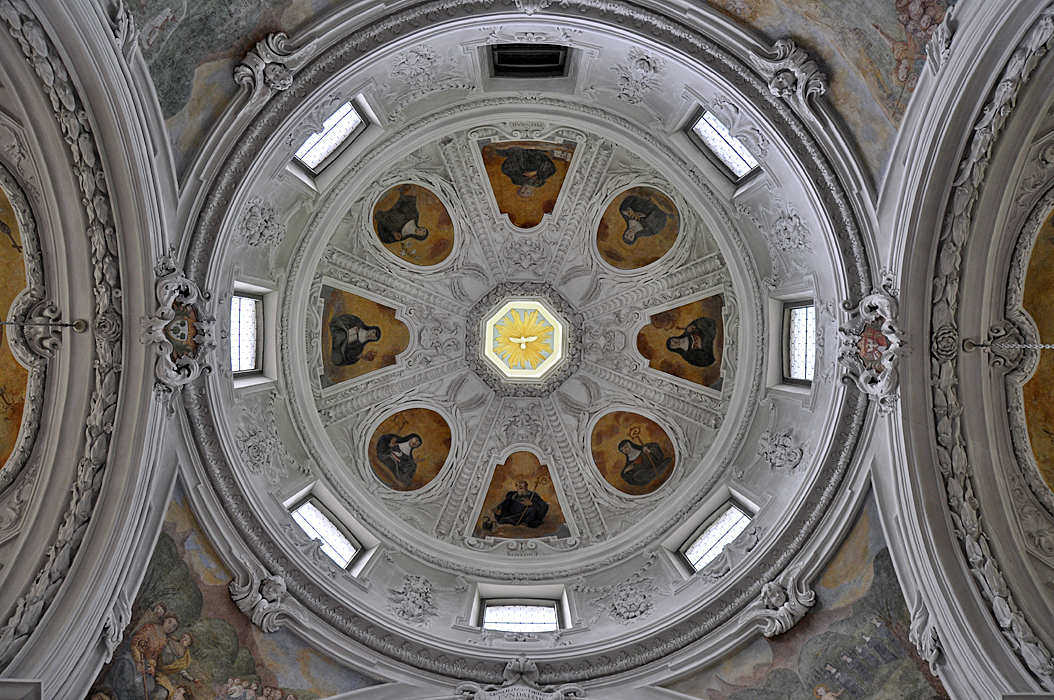
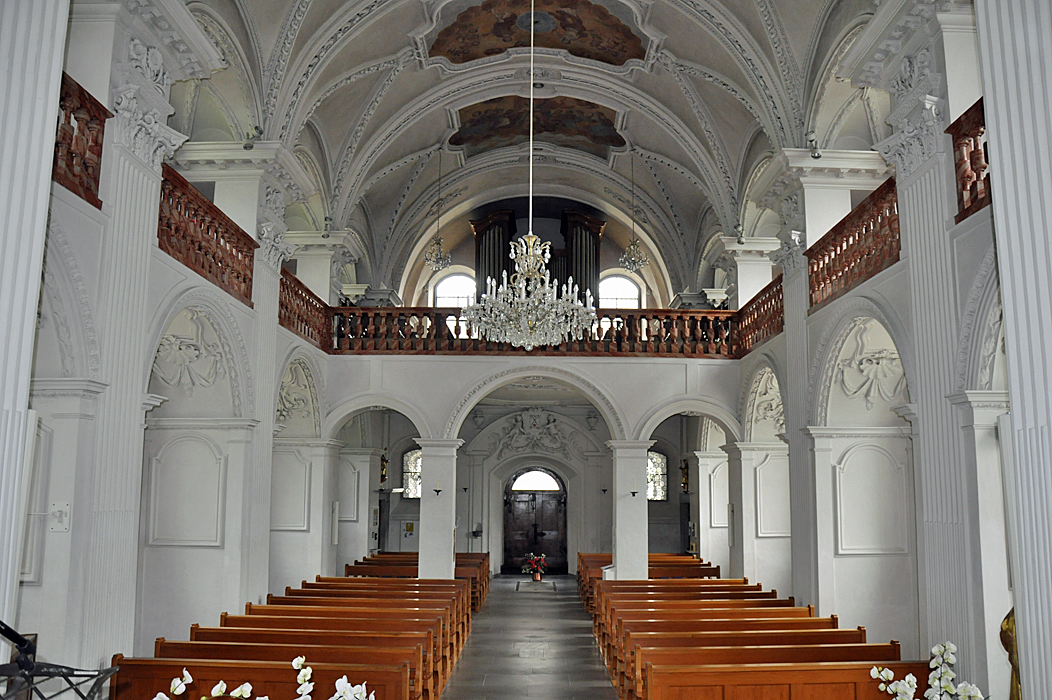

## Sources
- (de) Cet article est partiellement ou en totalité issu de l’article de Wikipédia en allemand intitulé « Abtei St. Lazarus » (voir la liste des auteurs).
- Rainer Hugener, « Seedorf (UR, couvent) » dans le Dictionnaire historique de la Suisse en ligne, version du 21 novembre 2011.